# Angelo Orlando
Angelo Orlando (ur. 11 sierpnia 1965 w San Cataldo) – włoski piłkarz, występujący podczas kariery na pozycji obrońcy lub pomocnika.

## Kariera klubowa
Karierę piłkarską Angelo Orlando rozpoczął w drugoligowym Varese w 1983. W latach 1985–1988 był zawodnikiem druoligowej Triestiny. W 1988 odszedł do innego drugoligowca Udinese Calcio, z którym rok później awansował do Serie A, a rok później spadł do Serie B. W Serie A zadebiutował 27 sierpnia 1989 w zremisowanym 1-1 meczu z Romą. W 1991 Orlando został zawodnikiem Interu Mediolan. W barwach nerroazurrich zadebiutował 12 stycznia 1992 w wygranym 1-0 meczu z Bari. Ostatni raz w barwach czarno-niebieskich wystąpił 28 maja 1995 w zremisowanym 2-2 meczu ligowym z Sampdorią. Z Interem zdobył Puchar UEFA w 1994 (Orlando wystąpił w obu meczach finałowych z Austrią Salzburg). W Interze rozegrał 125 spotkań (95 w lidze, 12 w europejskich pucharach i 18 w Pucharze Włoch). W latach 1995–1997 był zawodnikiem Cremonese, z którym spadł z Serie A w 1996. W Cremonese pożegnał się z Serie A, w której w latach 1989–1996 w Serie A Orlando rozegrał 158 spotkań, w których zdobył 2 bramki. Karierę zakończył w trzecioligowej Juve Stabii w 1998.
| Sezon   | Klub             | Kraj   | Rozgrywki | Mecze | Bramki |
| ------- | ---------------- | ------ | --------- | ----- | ------ |
| 1983/84 | AS Varese 1910   | Włochy | Serie B   | 13    | 0      |
| 1984/85 | AS Varese 1910   | Włochy | Serie B   | 35    | 0      |
| 1985/86 | Triestina Calcio | Włochy | Serie B   | 27    | 0      |
| 1986/87 | Triestina Calcio | Włochy | Serie B   | 37    | 0      |
| 1987/88 | Triestina Calcio | Włochy | Serie B   | 37    | 2      |
| 1988/89 | Udinese Calcio   | Włochy | Serie B   | 37    | 0      |
| 1989/90 | Udinese Calcio   | Włochy | Serie A   | 33    | 2      |
| 1990/91 | Udinese Calcio   | Włochy | Serie B   | 31    | 0      |
| 1991/92 | Inter Mediolan   | Włochy | Serie A   | 15    | 0      |
| 1992/93 | Inter Mediolan   | Włochy | Serie A   | 16    | 0      |
| 1993/94 | Inter Mediolan   | Włochy | Serie A   | 19    | 0      |
| 1994/95 | Inter Mediolan   | Włochy | Serie A   | 30    | 0      |
| 1995/96 | US Cremonese     | Włochy | Serie A   | 30    | 0      |
| 1996/97 | US Cremonese     | Włochy | Serie B   | 20    | 0      |
| 1997/98 | SS Juve Stabia   | Włochy | Serie C1  | 12    | 0      |